# Dendryphantinae
Dendryphantinae è una sottofamiglia di ragni appartenente alla famiglia Salticidae dell'ordine Araneae della classe Arachnida.

## Distribuzione
Le cinque tribù oggi note di questa sottofamiglia sono pressoché cosmopolite, ad eccezione dell'Australia e di parte dell'Indonesia, dove non sono state rinvenute specie.

## Tassonomia
A maggio 2010, gli aracnologi sono abbastanza concordi nel suddividerla in cinque tribù:
- Dendryphantini (37 generi)
- Donaldiini (1 genere)
- Rhenini (7 generi)
- Rudrini (5 generi)
- Zygoballini (3 generi)